# 637

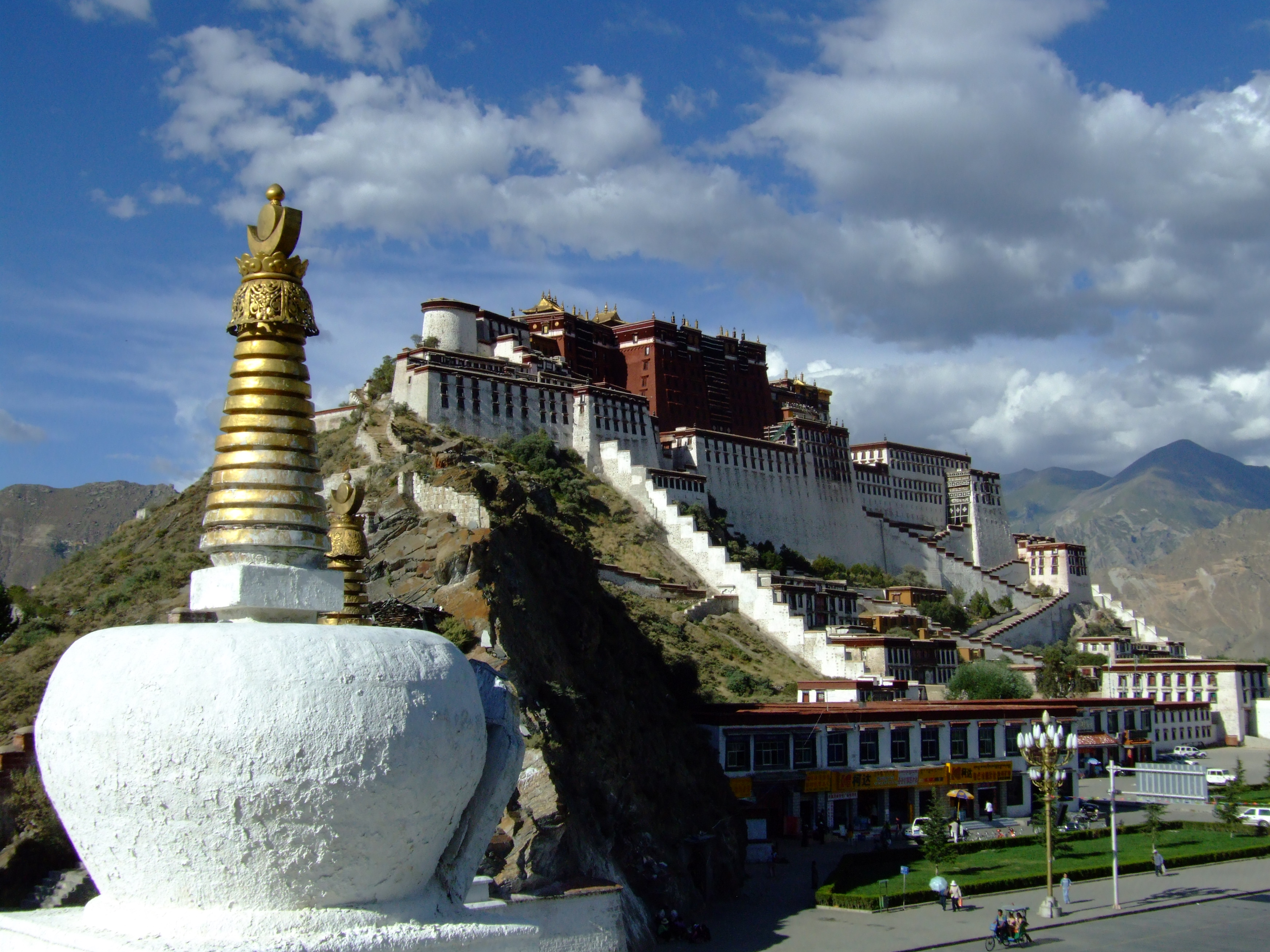
Het Potala Paleis in Lhasa (Tibet)

Het jaar 637 is het 37e jaar in de 7e eeuw volgens de christelijke jaartelling.

## Gebeurtenissen

### Arabische Rijk
- Byzantijns-Arabische Oorlog: een Arabisch leger (15.000 man) onder leiding van Sa'd ibn Abi Waqqas bezet de Perzische hoofdstad Ctesiphon na een beleg van twee maanden. Koning Yazdagird III vlucht met de koninklijke schatkist naar Merv (huidige Turkmenistan). De Arabieren veroveren Mesopotamië en de meeste Perzische provincies tot aan Khuzestan (Iran).
- De Arabieren veroveren Jeruzalem nadat de Grieks-orthodoxe patriarch Sophronius de stad heeft overgegeven teneinde een herhaling te voorkomen van de slachting die zich bij de Perzische verovering (zie: 614) heeft voorgedaan. Kalief Omar I roept de zogenaamde divan in het leven; deze raad registreert het staatsinkomen en de verdeling van de oorlogsbuit.

### Brittannië
- Slag bij Maigh Rath: Koning Oswald van Northumbria stuurt Angelsaksische troepen naar Noord-Ierland om de invloed van de Schotten uit Dalriada in Ulster te onderdrukken. (waarschijnlijke datum)

### Azië
- In het koninkrijk Silla (Zuid-Korea) wordt in de hoofdstad Gyeongju een van 's werelds oudste sterrenwachten, de Cheomseongdae, opgericht. (waarschijnlijke datum)
- Koning Songtsen Gampo van Tibet laat in Lhasa voor zijn vrouw Wencheng, nicht van de Chinese keizer Tai Zong, het Potala Paleis bouwen. (waarschijnlijke datum)

## Religie
- De abdij van Aulne in Thuin (Henegouwen) wordt aan de bosrijke oever van de Samber gesticht. (waarschijnlijke datum)
- Gertrudis de Oude, Frankische edelvrouw, sticht het klooster van Hamage (Frankrijk). (waarschijnlijke datum)

## Geboren
- 27 november - Clovis II, koning van Neustrië en Bourgondië

## Overleden
- 16 februari - Maria al-Qibtiyya, concubine van Mohammed